# کوبلانه (استان اشوی‌داشکسیه)
کوبلانه (به لهستانی: Kobylany) یک منطقهٔ مسکونی در لهستان است که در گمینا اوپاتوو (استان اشوی‌داشکسیه) واقع شده‌است. کوبلانه ۸۴۰ نفر جمعیت دارد.